# Aeroportul Aumo
Aeroportul Aumo (IATA: AUV, ICAO: AYUM) este un aeroport din West New Britain Province⁠(d), Papua Noua Guinee.
aeroportul dispune de o singură pistă.